# Martin Kluger (Autor, 1948)

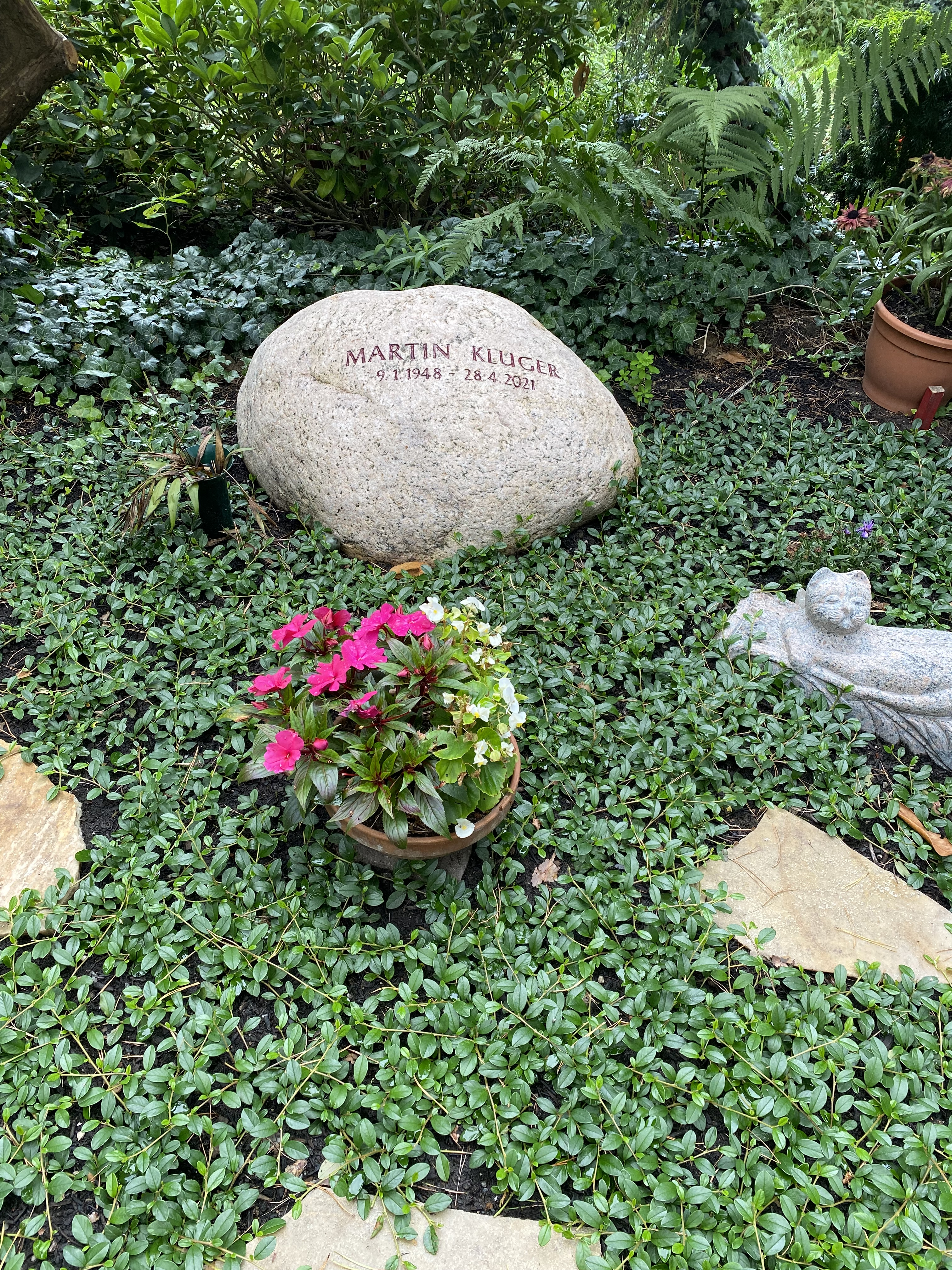
Grabstätte Martin Kluger

Martin Kluger (geboren am 9. Januar 1948 in Berlin; gestorben am 28. April 2021 ebenda) war ein deutscher Schriftsteller und Drehbuchautor.

## Leben

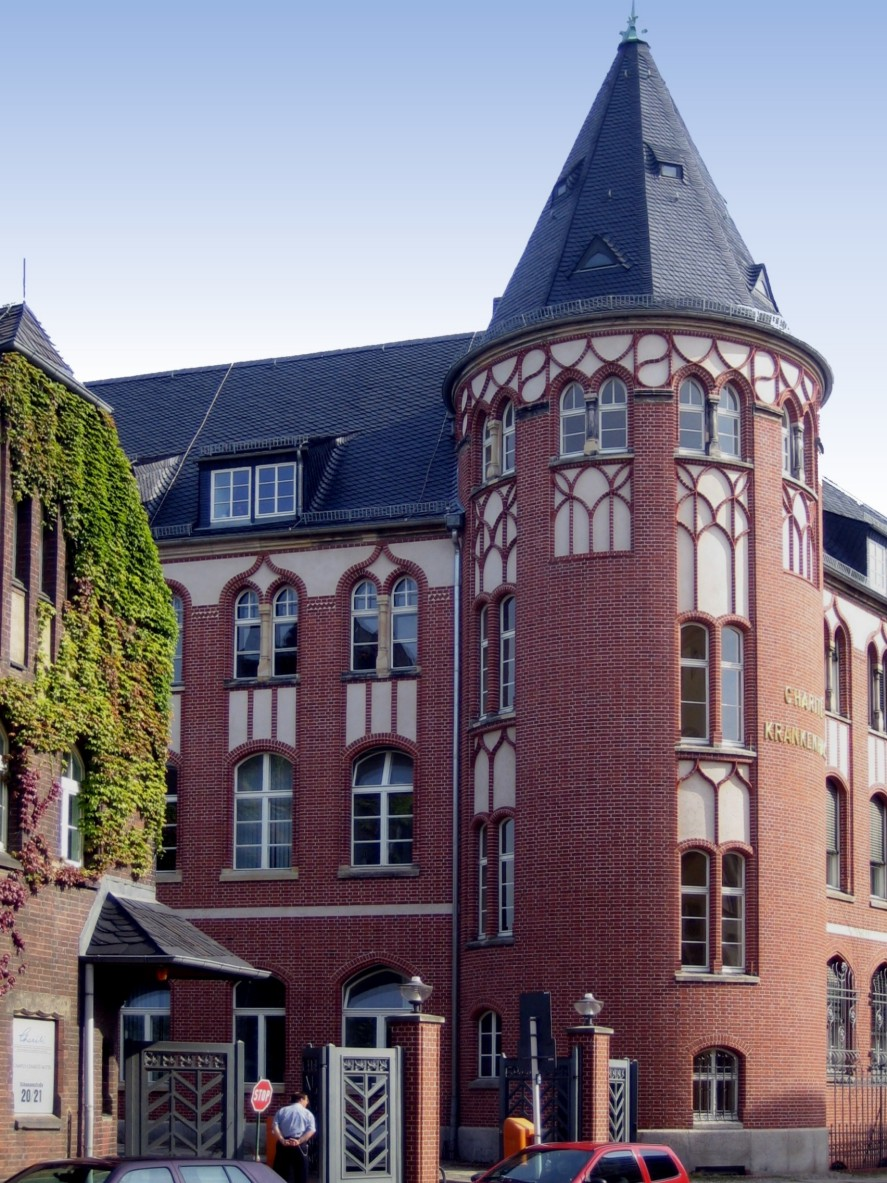
Ein Gebäude der Charité, Handlungsort im Roman Die Gehilfin.

Martin Kluger war Sohn eines polnischen Juden, der nach London emigriert und bei Kriegsende nach Berlin zurückgekehrt war. Er studierte Anglistik und Linguistik in Oberlin (Ohio), Tübingen und Berlin, war Dozent an der TU Berlin und betätigte sich als Werbetexter und literarischer Übersetzer. Unter anderem übersetzte er Werke von Malcolm Lowry, Iris Murdoch, John Fowles und Donald Barthelme ins Deutsche. Zu seinen bekanntesten Drehbucharbeiten zählen die Drehbücher zu Felidae (gemeinsam mit Akif Pirinçci, dem Autor des Romans) und Rama dama (gemeinsam mit Joseph Vilsmaier, dem Regisseur des Films). Kluger verfasste auch etliche Hörspiele.
Als Romanautor fand Kluger mit seinem über tausend Seiten umfassenden Werk Abwesende Tiere, vor allem aber mit dem historischen Roman Die Gehilfin große Beachtung. Die Gehilfin verknüpft Berliner Sozialgeschichte mit medizinischer Wissenschaftsgeschichte um die Charité. Der Roman, der neben fiktiven Personen auch die Mediziner und Forscher Rudolf Virchow, Robert Koch, Paul Ehrlich und Emil von Behring auftreten lässt, fand große Anerkennung bei der Kritik und kam 2006 auf die „Longlist“ zum Deutschen Buchpreis, ebenso wie zwei Jahre später sein Roman Der Vogel, der spazieren ging, für den er 2009 mit dem Literaturpreis der Stadt Bremen ausgezeichnet wurde. 2008 erhielt Kluger, gemeinsam mit Mathias Énard, den Candide-Preis.
Martin Kluger lebte in Berlin und Montevideo. Er starb unerwartet im April 2021 im Alter von 73 Jahren in Berlin und wurde auf dem dortigen Waldfriedhof Dahlem (Feld 008-211) beigesetzt.

## Werke

### Romane
- Die Verscheuchte. Roman. Ullstein, Berlin 1998, ISBN 3-550-08258-4
- Abwesende Tiere. Roman. DuMont, Köln 2002, ISBN 3-8321-7821-X
- Die Gehilfin. Roman. DuMont, Köln 2006, ISBN 3-8321-7845-7
- Der Koch, der nicht ganz richtig war. Geschichten. DuMont, Köln 2006, ISBN 3-8321-7853-8
- Der Vogel, der spazieren ging. Roman. DuMont, Köln 2008, ISBN 978-3-8321-7998-4

### Drehbücher (Auswahl)
- 1991: Rama Dama
- 1994: Felidae
- 1998: Natalie III – Babystrich online
- 2001: Die zwei Leben meines Vaters
- 2003: Mein Weg zu Dir (zusammen mit Maureen Herzfeld)
- 2008: Die Versöhnung (zusammen mit Maureen Herzfeld)
- 2008: Die Weisheit der Wolken
- 2008: Wenn wir uns begegnen
- 2010: Das Haus ihres Vaters
- 2011: Alle Zeit der Welt (zusammen mit Maureen Herzfeld)
- 2011: Und dennoch lieben wir
- 2012: Gestern waren wir Fremde
- 2013: Die verbotene Frau